# Dipterocarpus confertus
Dipterocarpus confertus — вид тропических деревьев рода Диптерокарпус семейства Диптерокарповые.
Эндемик острова Калимантан. Произрастает в смешанных диптерокарповых лесах на желто-глинистых почвах на высоте до 800 метров над уровнем моря. Высота дерева достигает 51 м, диаметр ствола до 150 см. Листья простые, на нижней поверхности густо опушенные. Цветки бело-розоватого цвета диаметром до 56 мм. Плод красно-зелёного цвета, длиной до 25 мм; имеет два крыла длиной ок.130 мм.
Из-за вырубки лесов и добычи древесины близок к уязвимому положению (охранный статус NT).